# CAトゥバロン
クルービ・アトレチコ・トゥバロン（ポルトガル語: Clube Atléticoc Tubarão）は、ブラジル・サンタカタリーナ州トゥバロンを本拠地とするサッカークラブ。
トゥバロンは街の名前であるがポルトガル語でサメを意味する為、ペットマークやマスコットはサメである。

## 歴史
2005年4月14日にアソシアソン・クウトゥラウ・ヘクレアチーヴァ・イ・エスポルチーヴァ・アトレチコ・シダージ（Associação Cultural Recreativa e Esportiva Atlético Cidade）として設立。カンピオナート・カタリネンセ・セリエB1に参戦した。ファーストステージを制し、ファイナルステージでは準決勝敗退であったが、ディヴィソン・エスペシアウ挑戦権を得た。2006年に同ディヴィソン11位で降格。2007年に再びエスペシアウ参戦権を獲得し、2008年に1部昇格。ファーストステージは不調だったがセカンドステージで盛り返した。2009年に最下位で降格、名前を改名した。

## タイトル
- カンピオナート・カタリネンセ・デイヴィソン・ジ・アセッソ: 2007
- コパ・サンタカタリーナ: 2017